# Рокитний
Роки́тний (рос. Ракитный) — селище у складі Ленінськ-Кузнецького округу Кемеровської області, Росія.

## Населення
Населення — 155 осіб (2010; 212 у 2002).
Національний склад (станом на 2002 рік):
- росіяни — 92 %